# Maryla Rodowicz
Maryla Rodowicz (n. 8 decembrie 1945, Zielona Góra) este o cântăreață poloneză de muzică pop, pop-rock și folk rock, actriță. În anii 70 - 80 a fost populară în URSS. A cântat mai mult de 2000 de melodii și a lansat peste 20 de albume în poloneză și cîte unu în limba engleză, cehă, germană și rusă.

## Discografie
- 1970 — Żyj mój świecie (Muza)
- 1972 — Wyznanie (Pronit)
- 1972 — Maryla Rodowiczova (Supraphon)
- 1973 — Maryla Rodowicz (Amiga)
- 1974 — Rok (Pronit)
- 1976 — Sing-Sing (Pronit)
- 1978 — Wsiąść do pociągu (Pronit)
- 1979 — Cyrk nocą (Pronit/Wifon)
- 1982 — Święty spokój (Muza)
- 1983 — Maryla Rodowicz/Марыля Родович (Melodie)
- 1984 — Był sobie król (Polton)
- 1986 — Gejsza nocy (Muza)
- 1987 — Polska Madonna (Muza)
- 1991 — Full (Polton)
- 1992 — Absolutnie nic (Muza)
- 1994 — Marysia Biesiadna (Tra-La-La)
- 1995 — Złota Maryla (Tra-La-La)
- 1996 — Antologia 1 (Tra-La-La/PolyGram Polska)
- 1996 — Antologia 2 (Tra-La-La/PolyGram Polska)
- 1996 — Antologia 3 (Tra-La-La/PolyGram Polska)
- 1997 — Łatwopalni. Tribute to Agnieszka Osiecka (Tra-La-La/PolyGram Polska, 2CD)
- 1998 — Przed zakrętem (PolyGram Polska)
- 1999 — Karnawał 2000 (Universal Music)
- 2000 — Niebieska Maryla (Universal Music)
- 2001 — 12 najpiękniejszych kolęd (Universal Music)
- 2002 — Życie ładna rzecz (Universal Music)
- 2003 — Sowia Wola (Eulen Willen Studio)
- 2003 — Maryla i przyjaciele (Polskie Radio S.A.)
- 2003 — Nejvetši hity (Universal Music, Cehia)
- 2004 — Wola — 2 — Hopsasa
- 2005 — Kochać (Sony BMG)
- 2005 — Maryla Voila! Hopsasa
- 2006 — Марыля Родович. Золотая коллекция (Bomba music, Rusia)
- 2006 — Wola 4u
- 2007 — Wola na 5
- 2007 — Maryla Rodowicz — Die großen Erfolge (BMG Amiga, în germană)
- 2008 — Jest cudnie (Sony BMG)
- 2010 — 50 (Universal 275 721 5)
- 2011 — Buty 2 (Universal 278 939 7)
- 2012 — 2013 — Antologia Maryli Rodowicz (2012-2013) (Universal)